# Domenico Berardi
Domenico Berardi (sinh ngày 1 tháng 8 năm 1994 tại Cariati, Ý) là một cầu thủ bóng đá người Ý đang thi đấu ở vị trí tiền đạo cánh cho câu lạc bộ Sassuolo tại Serie A và là thành viên của đội tuyển bóng đá quốc gia Ý.

## Sự nghiệp câu lạc bộ
Berardi sinh ra trong một gia đình có mẹ là nội trợ và cha là công chức làm việc trong ngành cầu đường của Ý. Vào năm 13 tuổi, Berardi đến Modena thăm người anh đang học đại học thì được mời tham dự một trận đấu giao hữu trên sân mini với các sinh viên. Màn trình diễn ấn tượng ở trận đấu này của Berardi đã được tuyển trạch viên Luciano Carlino của câu lạc bộ Cosenza chú ý và mời anh gia nhập câu lạc bộ này. Ban đầu cha mẹ của Berardi không đồng ý vì muốn anh học văn hóa để nối nghiệp công chức nhưng sau khi trung tâm Cosenza thuyết phục và hứa đảm bảo việc học cho anh, cha mẹ Berardi mới chấp nhận.

### Sassuolo
Sau đó, Berardi được liên hệ chuyển đến Học viện bóng đá của Sassuolo vào năm 16 tuổi. Ngày 27 tháng 8 năm 2012, khi mới 18 tuổi, anh đã được đưa lên đội một và có trận đấu chuyên nghiệp đầu tiên tại Serie B trong trận đấu trên sân nhà của Sassuolo với Cesena kết thúc với chiến thắng 3-0 của chủ nhà. Năm ngày sau đó, anh có bàn thắng đầu tiên cho đội một Sassuolo với bàn thắng mở tỉ số vào lưới Crotone, giúp Sassuolo thắng 2-1. Berardi kết thúc mùa giải đầu tiên với danh hiệu Vua phá lưới của Sassuolo, chia sẻ với ba đồng đội Emanuele Terranova, Richmond Boakye và Leandro Pavoletti, với thành tích 11 bàn đồng thời giúp Sassuolo thăng hạng Serie A mùa giải sau với chức vô địch Serie B.

#### Mùa bóng 2013-14
Phong độ ấn tượng của Berardi đã thu hút sự chú ý của nhiều câu lạc bộ lớn của Anh như Manchester United, Liverpool và Manchester United. Tuy nhiên đến ngày 2 tháng 9 năm 2013, câu lạc bộ Juventus thông báo trên trang web chính thức của mình đã đạt được thỏa thuận chiêu mộ Berardi theo hình thức đồng sở hữu với phí chuyển nhượng 4,5 triệu euro cộng với hậu vệ Luca Marrone. Berardi được tiếp tục thi đấu tại Sassuolo theo thỏa thuận cho mượn đến hết mùa bóng 2013–14. Ngày 25 tháng 9 năm 2013, anh có trận đấu đầu tiên tại Serie A trong trận hòa 1-1 với Napoli.
Bàn thắng đầu tiên của anh tại Serie A là bàn gỡ hòa 1-1 trong trận thua Parma 3-1. Berardi ghi bàn mở tỉ số từ chấm phạt đền trong chiến thắng lịch sử trước Bologna với tỉ số 2-1 của Sassuolo vì đây là chiến thắng đầu tiên của câu lạc bộ này tại Serie A. Ngày 3 tháng 11 năm 2013, anh lập hat-trick đầu tiên trong sự nghiệp (với hai quả phạt đền thực hiện thành công) giúp Sassuolo có được chiến thắng 4-3 trước Sampdoria.
Ngày 12 tháng 1 năm 2014, Berardi ghi cả bốn bàn thắng cho Sassuolo trong chiến thắng 4-3 trước AC Milan khi mà trước đó đội bóng của anh đã bị Milan dẫn trước 2-0 ngay ở phút 13. Ở tuổi 19, anh trở thành cầu thủ trẻ thứ hai ghi được bốn bàn thắng tại Serie A và là cầu thủ thiếu niên đầu tiên làm được điều đó sau cựu danh thủ Silvio Piola năm 1931. Anh cũng trở thành cầu thủ đầu tiên ghi được bốn bàn thắng vào lưới Milan trong một trận đấu tại Serie A.
Ngày 6 tháng 5 năm 2014, Berardi lại một lần nữa lập hat-trick giúp Sassuolo đánh bại Fiorentina 4-3 để tiếp tục duy trì hi vọng trụ hạng và nâng tổng số bàn thắng của anh ghi được trong mùa giải lên con số 16. Sau đó, chiến thắng 4-2 trước Genoa đã chính thức giúp Sassuolo trụ hạng thành công.

#### Mùa bóng 2014-15
Tháng 7 năm 2014, người đại diện của Berardi xác nhận anh sẽ tiếp tục gắn bó với Sassuolo thêm một mùa giải nữa. Ngay đầu mùa giải, anh bị cấm thi đấu ba trận do có hành vi bạo lực với hậu vệ của Inter Milan Juan Jesus. Ngày 5 tháng 10 năm 2014, anh có bàn thắng đầu tiên trong mùa giải mới với cú đúp vào lưới Lazio nhưng đã không thể giúp đội bóng mình tránh khỏi thất bại 3-2 chung cuộc.
Ngày 18 tháng 1 năm 2015, anh lập cú đúp trong trận hòa 3-3 với Genoa. Bốn tháng sau, anh lập hat-trick trong chiến thắng 3-2 trước AC Milan, giúp anh có được 14 bàn thắng sau 30 trận tại Serie A 2014-15.

#### Mùa bóng 2015-16
Ngày 25 tháng 6 năm 2015, Juventus bán phần sở hữu của mình đối với Berardi cho Sassuolo với giá 10 triệu €, nhưng có kèm điều khoản mua lại. Ngay đầu mùa giải 2015-16 trong trận đấu mở màn với Napoli, Berardi gặp phải chấn thương khiến anh phải nghỉ thi đấu một tháng rưỡi. Anh có bàn thắng đầu tiên trong mùa giải vào ngày 18 tháng 10 năm 2015 trong chiến thắng 2-1 trước Lazio. Ngày 10 tháng 1 năm 2016, anh ghi bàn thắng duy nhất trong trận đấu với Inter Milan ở phút 95 của trận đấu.

#### Mùa bóng 2016-17
Ngày 28 tháng 7 năm 2016, Berardi có trận đấu đầu tiên và pha lập công đầu tiên tại đấu trường Châu Âu, trận lượt đi vòng sơ loại thứ ba UEFA Europa League với FC Luzern. Trong trận lượt về ngày 4 tháng 8, anh lập cú đúp giúp Sassuolo giành chiến thắng 3-0. Tại trận lượt đi vòng play-off Europa League ngày 18 tháng 8, Berardi ghi một bàn và kiến tạo một bàn trong chiến thắng 3-0 trước Sao Đỏ Belgrade. Trong trận mở màn Serie A 2016-17 ba ngày sau đó với Palermo,  anh ghi bàn thắng duy nhất của trận đấu từ chấm phạt đền.
Ngày 25 tháng 8, Berardi tiếp tục chuỗi ghi bàn ấn tượng (6 bàn/5 trận) trong trận hòa 1-1 với Sao Đỏ Belgrade, tỷ số vừa đủ để đưa Sassuolo vào vòng bảng UEFA Europa League 2016–17. Ba ngày sau đó, anh ghi bàn trong trận thắng 2-1 trước Pescara, trở thành cầu thủ trẻ nhất đạt đến cột mốc 40 bàn thắng tại Serie A kể từ mùa giải 1994-95 (22 tuổi 27 ngày). Sau khi phải ngồi ngoài vì chấn thương đến bốn tháng rưỡi, anh trở lại sân cỏ vào ngày 8 tháng 1 năm 2017 trong trận hòa 0-0 với Torino.

## Sự nghiệp đội tuyển quốc gia
Berardi được triệu tập vào đội tuyển U-19 quốc gia Ý vào mùa hè năm 2013 nhưng anh đã từ chối lệnh triệu tập này. Vì hành động đó, anh bị cấm thi đấu cho đội tuyển 9 tháng.
Anh được gọi vào đội tuyển U-21 Ý lần đầu tiên vào ngày 28 tháng 2 năm 2014 nhưng do hành vi giật cùi chỏ trung vệ Cristian Molinaro trong trận đấu tại Serie A với Parma, Berardi bị loại khỏi đội hình. Anh có trận đấu đầu tiên cho đội U-21 Ý vào ngày 4 tháng 6 năm 2016 trong chiến thắng 4-0 trước U-21 Montenegro.
Ngày 1 tháng 6 năm 2018, anh được huấn luyện viên Roberto Mancini triệu tập vào đội tuyển Ý và được ra sân lần đầu trong trận giao hữu gặp Pháp. Năm 2020, anh cùng đội tuyển Ý đăng quang Euro lần thứ hai sau khi vượt qua đội tuyển Anh ở trận chung kết.

## Thống kê sự nghiệp
Tính đến 23 tháng 5 năm 2021
| Câu lạc bộ     | Mùa giải       | Giải vô địch quốc gia | Giải vô địch quốc gia | Giải vô địch quốc gia | Coppa Italia | Coppa Italia | Châu Âu | Châu Âu | Tổng cộng | Tổng cộng |
| Câu lạc bộ     | Mùa giải       | Hạng đấu              | Trận                  | Bàn                   | Trận         | Bàn          | Trận    | Bàn     | Trận      | Bàn       |
| -------------- | -------------- | --------------------- | --------------------- | --------------------- | ------------ | ------------ | ------- | ------- | --------- | --------- |
| Sassuolo       | 2012–13        | Serie B               | 37                    | 11                    | 2            | 0            | –       | –       | 39        | 11        |
| Sassuolo       | 2013–14        | Serie A               | 29                    | 16                    | 1            | 0            | –       | –       | 30        | 16        |
| Sassuolo       | 2014–15        | Serie A               | 32                    | 15                    | 2            | 0            | –       | –       | 34        | 15        |
| Sassuolo       | 2015–16        | Serie A               | 29                    | 7                     | 2            | 0            | –       | –       | 31        | 7         |
| Sassuolo       | 2016–17        | Serie A               | 21                    | 5                     | 0            | 0            | 4       | 5       | 25        | 10        |
| Sassuolo       | 2017–18        | Serie A               | 30                    | 4                     | 2            | 1            | –       | –       | 32        | 5         |
| Sassuolo       | 2018–19        | Serie A               | 35                    | 8                     | 2            | 2            | –       | –       | 37        | 10        |
| Sassuolo       | 2019–20        | Serie A               | 31                    | 14                    | 1            | 0            | –       | –       | 32        | 14        |
| Sassuolo       | 2020–21        | Serie A               | 30                    | 17                    | 0            | 0            | –       | –       | 30        | 17        |
| Tổng sự nghiệp | Tổng sự nghiệp | Tổng sự nghiệp        | 275                   | 97                    | 12           | 3            | 4       | 5       | 291       | 105       |

### Quốc tế
Tính đến 14 tháng 10 năm 2023
| Đội tuyển quốc gia | Năm       | Trận | Bàn |
| ------------------ | --------- | ---- | --- |
| Ý                  | 2018      | 5    | 0   |
| Ý                  | 2019      | –    | –   |
| Ý                  | 2020      | 4    | 3   |
| Ý                  | 2021      | 14   | 3   |
| Ý                  | 2022      | 2    | 0   |
| Ý                  | 2023      | 1    | 2   |
| Tổng cộng          | Tổng cộng | 26   | 8   |

#### Bàn thắng quốc tế
Bàn thắng và kết quả của Ý được để trước.
| #  | Ngày                 | Địa điểm                                              | Số trận | Đối thủ              | Bàn thắng | Kết quả | Giải đấu                      |
| -- | -------------------- | ----------------------------------------------------- | ------- | -------------------- | --------- | ------- | ----------------------------- |
| 1. | 7 tháng 10 năm 2020  | Sân vận động Artemio Franchi, Florence, Ý             | 6       | Moldova              | 6–0       | 6–0     | Giao hữu                      |
| 2. | 15 tháng 11 năm 2020 | Sân vận động Città del Tricolore, Reggio Emilia, Ý    | 8       | Ba Lan               | 2–0       | 2–1     | UEFA Nations League 2020–21   |
| 3. | 18 tháng 11 năm 2020 | Sân vận động Grbavica, Sarajevo, Bosna và Hercegovina | 9       | Bosna và Hercegovina | 2–0       | 2–0     | UEFA Nations League 2020–21   |
| 4. | 25 tháng 3 năm 2021  | Sân vận động Ennio Tardini, Parma, Ý                  | 10      | Bắc Ireland          | 1–0       | 2–0     | Vòng loại FIFA World Cup 2022 |
| 5. | 4 tháng 6 năm 2021   | Sân vận động Renato Dall'Ara, Bologna, Ý              | 11      | Cộng hòa Séc         | 4–0       | 4–0     | Giao hữu                      |
| 6. | 10 tháng 10 năm 2021 | Sân vận động Juventus, Torino, Ý                      | 21      | Bỉ                   | 2–1       | 2–1     | UEFA Nations League 2020–21   |
| 7. | 14 tháng 10 năm 2023 | Sân vận động San Nicola, Bari, Ý                      | 26      | Malta                | 2–0       | 4–0     | Vòng loại UEFA Euro 2024      |
| 8. | 14 tháng 10 năm 2023 | Sân vận động San Nicola, Bari, Ý                      | 26      | Malta                | 3–0       | 4–0     | Vòng loại UEFA Euro 2024      |

## Danh hiệu

### Câu lạc bộ
Sassuolo
- Serie B: 2012–13

### Quốc tế
Đội tuyển quốc gia Ý
- UEFA European Championship: Vô địch 2020
- UEFA Nations League: Hạng ba 2021

### Cá nhân
- Cầu thủ xuất sắc nhất năm của Serie B: 2013[41]
- Giải thưởng AIAC Leader Under-21: 2013–14[42]
- Giải thưởng Bravo: 2015[43]
- Vua kiến tạo Serie A: 2014–15[44]